# Campeonato de Escocia de Rugby 1987-88
El Campeonato de Escocia de Rugby (Scotland Division 1) de 1987-88 fue la decimoquinta edición del principal torneo de rugby de Escocia.

## Sistema de disputa
El torneo se disputó en formato de todos contra todos en la que cada equipo enfrentó a cada uno de sus rivales.
El equipo que al finalizar el torneo obtuviera mayor cantidad de puntos, se coronó como campeón del torneo, mientras que los dos últimos descendieron directamente a la División 2. 
Puntuación
Para ordenar a los equipos en la tabla de posiciones se los puntuará según los resultados obtenidos.
- 2 puntos por victoria.
- 1 puntos por empate.
- 0 puntos por derrota.

## Clasificación
| Pos. | Equipo              | Encuentros | Encuentros | Encuentros | Encuentros | Tantos | Tantos | Tantos | Puntos |
| Pos. | Equipo              | PJ         | PG         | PE         | PP         | F      | C      | Dif    | Puntos |
| ---- | ------------------- | ---------- | ---------- | ---------- | ---------- | ------ | ------ | ------ | ------ |
| 1.º  | Kelso RFC           | 13         | 12         | 0          | 1          | 343    | 108    | +235   | 24     |
| 2.º  | Hawick RFC          | 13         | 12         | 0          | 1          | 317    | 113    | +204   | 24     |
| 3.º  | Melrose RFC         | 13         | 12         | 0          | 1          | 273    | 140    | +133   | 24     |
| 4.º  | Boroughmuir RFC     | 13         | 7          | 2          | 4          | 206    | 152    | +54    | 16     |
| 5.º  | Heriot's FP         | 13         | 7          | 0          | 6          | 215    | 236    | -21    | 14     |
| 6.º  | Watsonians          | 13         | 6          | 0          | 7          | 137    | 239    | -102   | 12     |
| 7.º  | Ayr RFC             | 13         | 5          | 1          | 7          | 178    | 178    | 0      | 11     |
| 8.º  | West of Scotland    | 13         | 5          | 1          | 7          | 189    | 214    | -25    | 11     |
| 9.º  | Stewart's Melville  | 13         | 5          | 1          | 7          | 203    | 249    | -46    | 11     |
| 10.º | Glasgow Academicals | 13         | 5          | 1          | 7          | 156    | 219    | -63    | 11     |
| 11.º | Selkirk             | 13         | 5          | 0          | 8          | 161    | 190    | -29    | 10     |
| 12.º | Edinburgh Accies    | 13         | 4          | 1          | 8          | 136    | 208    | -72    | 9      |
| 13.º | Musselburgh         | 13         | 3          | 1          | 9          | 124    | 250    | -126   | 7      |
| 14.º | Kilmarnock          | 13         | 2          | 0          | 11         | 139    | 270    | -131   | 4      |

|  | Campeón.                    |
|  | Descendido a la División 2. |

| Bandera de Escocia |
| Campeón Kelso RFC  |
| Primer título      |